# شلكة بانان (مقاطعة فومن)
شلكة بانان (بالفارسية: شلکه بانان) هي قرية تقع في غيلان في إيران. يقدر عدد سكانها بـ 254 نسمة بحسب إحصاء 2016.